# Alexander Nikolajewitsch Skrjabin

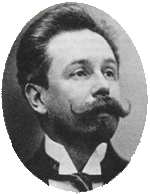
Alexander Skrjabin, Aufnahme um 1900

Alexander Nikolajewitsch Skrjabin (russisch Александр Николаевич Скрябин, wissenschaftliche Transliteration Aleksandr Nikolaevič Skrâbin; auch Alexander Skryabin; Betonung: Alexánder Nikolájewitsch Skrjábin; * 25. Dezember 1871jul. / 6. Januar 1872greg. in Moskau; † 14. Apriljul. / 27. April 1915greg. ebenda) war ein russischer Pianist und Komponist.

## Leben und Familie
Skrjabin war der Sohn eines aus dem Militäradel stammenden Juristen und Diplomaten. Seine Mutter Ljubow Skrjabina, eine Konzertpianistin, starb ein Jahr nach seiner Geburt. Da sein Vater Nikolai Skrjabin nach dem Tod seiner Frau eine diplomatische Ausbildung absolvierte, wuchs Skrjabin hauptsächlich bei seiner Tante Ljubow Skrjabina auf. Diese erteilte ihm auch den ersten Klavierunterricht, denn schon als Kleinkind zeigte sich eine große musikalische Begabung (bereits im Alter von fünf Jahren konnte er am Klavier einmal gehörte Melodien nachspielen sowie improvisieren). Im Alter von zehn Jahren wurde er auf eigenen Wunsch in die Moskauer Kadettenschule aufgenommen (sein Vater und seine Tante waren dagegen).

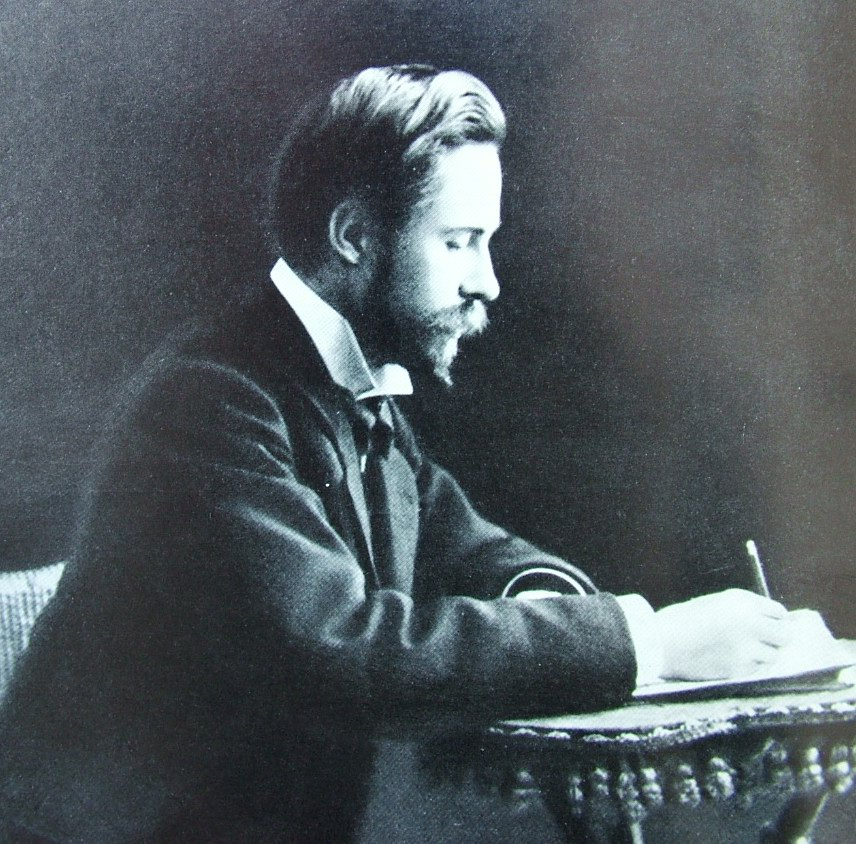
Alexander Skrjabin, 1905

Von 1888 bis 1892 studierte Skrjabin am Moskauer Konservatorium Komposition bei Anton Arenski und Sergei Tanejew sowie Klavier bei Wassili Safonow. Die Vorbereitung auf das Konservatorium hatte der zu dieser Zeit renommierteste Moskauer Privatmusiklehrer Nikolai Swerew übernommen. Da Skrjabins Kompositionsstudium jedoch von Konflikten mit seinem Lehrer überschattet wurde, fasste er schließlich den Entschluss, keinen Abschluss als Komponist zu machen. 1892 beendete Skrjabin sein Klavierstudium mit der Kleinen Goldmedaille (sein Kommilitone Sergei Rachmaninow erhielt die Große Goldmedaille).
1894 lernte er Mitrofan Beljajew kennen, der sein Verleger und Mäzen wurde. Dieser organisierte erste Gastspiele im Ausland (1895/96), die ihn bald international bekannt machten. Bei seinen Auftritten spielte Skrjabin jedoch fast ausschließlich eigene Werke.
1897 heiratete Skrjabin die Konzertpianistin Wera Iwanowna Isaakowitsch, die sich für die Werke ihres Mannes engagierte, und mit der er vier Kinder hatte, Rimma (1898–1905), Elena (1900–1990), Maria (1901–1989) und Lev (1902–1910). Von 1898 bis 1903 war Skrjabin Klavierprofessor am Moskauer Konservatorium. Die materielle Belastung seiner Familie erforderte jedoch noch eine zusätzliche Tätigkeit als Inspektor für Musik am St.-Katharina-Institut in Moskau.

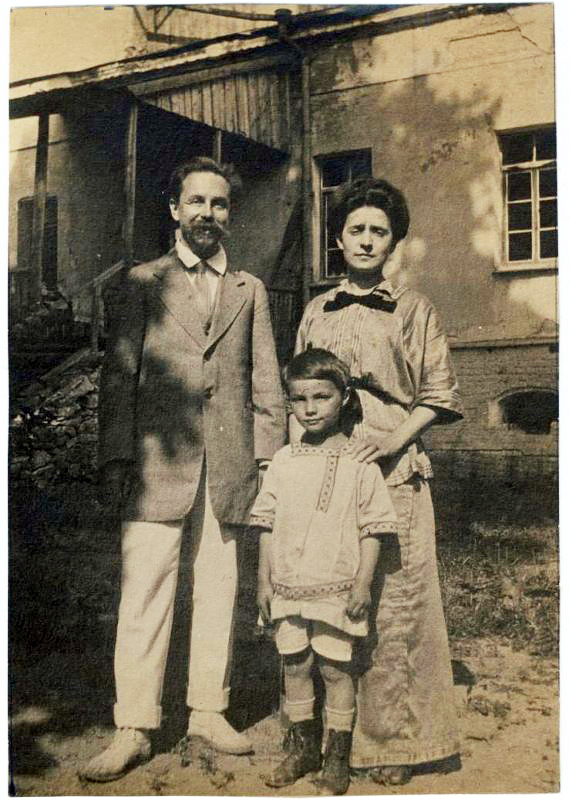
Alexander Skrjabin mit Ehefrau Tatjana und Sohn Julian, 1913

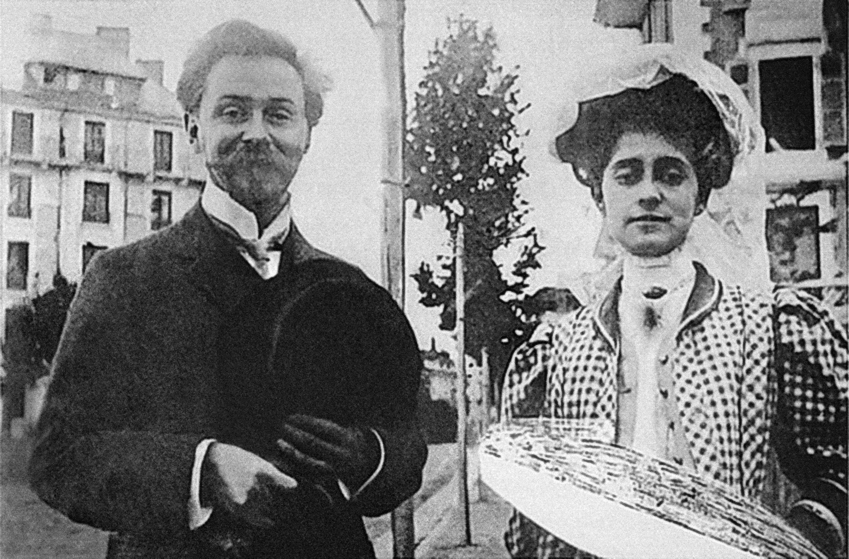
Alexander Skrjabin und Ehefrau Tatjana, 1909

Im November 1902 lernte Skrjabin Tatjana de Schloezer kennen, die Schwester des Musikwissenschaftlers und Skrjabin-Forschers Boris de Schloezer. Sie wurde wenig später seine Geliebte. 1904 folgte dann der lang ersehnte Umzug ins Ausland (Schweiz, Belgien, Italien, Frankreich). Dies wurde möglich durch eine Jahresrente von zwei Millionen Rubel, mit der Margarita Kirillowna Morosowa ihn von 1904 bis 1908 unterstützte. 1905 trennte er sich von seiner Frau Wera, die ihm jedoch die Scheidung verweigerte. Danach wurde Tatjana de Schloezer die offizielle Frau an seiner Seite, mit der er drei Kinder hatte (Ariadna, Julian und Marina). Ihr früh verstorbener Sohn Julian Skrjabin (1908–1919) schlug dieselbe Laufbahn wie sein Vater ein und hinterließ einige Kompositionen, die dem Spätwerk seines Vaters stilistisch nahekommen. Die Tochter Ariadna Skrjabina (1905–1944) wurde Dichterin und französische Widerstandskämpferin im Zweiten Weltkrieg. Skrjabins Schwiegersohn, Wladimir Sofronizki (1901–1961) galt als einer der authentischsten Skrjabin-Interpreten.
Skrjabins Ansehen im Ausland und Russland begann, besonders nach der Uraufführung der 3. Sinfonie am 29. Mai 1905 in Paris, zu wachsen. Die Erstaufführungen der 5. Klaviersonate in Moskau sowie des Poème de l’extase in New York (1908) waren der Beginn eines „Triumphzuges“. Von seinen zahlreichen Gastspielen waren die in England 1911 von besonderer Bedeutung, da er dort in Kontakt mit englischen Theosophen kam.
Wenige Tage nach der New Yorker Premiere des Promethée mit Lichteffekten erkrankte Skrjabin an einer Blutvergiftung, der er wenig später erlag. Nach seinem Tod blieb seine zweite Familie mittellos; sie erhielt jedoch vielfältige Unterstützung durch Freunde und Musiker. Auch Margarita Kirillowna Morosowa unterstützte Mitglieder der Familie finanziell, und sie finanzierte das Skrjabin-Museum.

## Die Philosophie von Skrjabin
Skrjabin interessierte sich für die Philosophien und die Ästhetik deutscher Autoren wie Schopenhauer, Wagner und Nietzsche, die sein musikalisches und philosophisches Denken stark beeinflussten. Er interessierte sich auch für die Theosophie und die Schriften von Helena Blavatsky und kam mit Theosophen wie Jean Delville in Kontakt. Auch wenn Skrjabin immer wieder mit der Theosophie in Verbindung gebracht wurde, so ist doch festzuhalten: „Inwieweit Skrjabin sich ernsthaft mit der Theosophie auseinandergesetzt hat ... ist umstritten, aber nichtsdestotrotz brachten ihm diese Assoziationen eine bedeutende Presseberichterstattung ein.“ Sogar Skrjabins Schwager, Boris de Schlözer, hat festgestellt, dass Skrjabin trotz seines allgemeinen Interesses an der Theosophie diese nie ernst nahm und von bestimmten Aspekten sogar enttäuscht war.
Skrjabin bediente sich der Poesie, um seine philosophischen Vorstellungen auszudrücken, und er vermittelte viele seiner philosophischen Gedanken durch seine Musik, die bekanntesten Beispiele sind Le Poème de l’Extase und Vers la flamme.

### Skrjabins Mystik: „Ich bin Gott.“
Die wichtigsten Quellen seiner Philosophie finden sich in seinen posthum veröffentlichten Notizbüchern. Diese Schriften sind berühmt-berüchtigt dafür, dass sie die Erklärung „Ich bin Gott“ enthalten. Dieser Satz, der von denjenigen, die mit der Mystik nicht vertraut sind, oft fälschlicherweise einer größenwahnsinnigen Persönlichkeit zugeschrieben wird, ist in Wirklichkeit sowohl in der östlichen als auch in der westlichen Mystik eine Erklärung der extremen Demut. In diesen Traditionen ist das Ego des Einzelnen so vollständig ausgelöscht, dass nur Gott übrig bleibt. Verschiedene Traditionen haben unterschiedliche Begriffe (z. B. fana, samadhi) verwendet, um einen im Wesentlichen gleichen Bewusstseinszustand zu bezeichnen. Obwohl Skrjabins Status als Theosoph von Gelehrten angefochten wird, lässt sich nicht leugnen, dass er ein Mystiker war, insbesondere beeinflusst von einer Reihe russischer Mystiker und spiritueller Denker wie Solowjow und Berdjajew, die Skrjabin beide kannte. Die Vorstellung von der Alleinheit, die das Fundament der russischen Mystik bildet, ist ein weiterer Faktor, der zu Skrjabins Erklärung „Ich bin Gott“ beiträgt: Wenn alles miteinander verbunden ist und alles Gott ist, dann bin auch ich Gott, so sehr wie alles andere.

### Russischer Kosmismus
Die neuere Forschung hat Skrjabin in die Tradition des frühen russischen Kosmismus gestellt. Der russische Kosmismus, der auf die Ideen von Nikolai Fjodorow und Solowjow zurückgeht, wollte die Menschheit in einer kosmischen Evolution vereinen und dabei Spiritualität und Technologie miteinander verbinden. Solche kosmistischen Ideen waren in Russland zu dieser Zeit sehr populär, und so zeigt Skrjabin als Kind seiner Zeit „eine kreative Adaption von Ideen, die für das spätkaiserliche Russland typisch waren“ und betont „Konzepte, die der Beschäftigung seiner intellektuellen Zeitgenossen mit der Einheit und eschatologischen Visionen der Lebensumwandlung entsprachen.“ Skrjabin wurde von Persönlichkeiten wie Solowjow, Berdjajew und Bulgakow und deren spirituellen Ideen tief beeinflusst. Der russische Kosmismus ist eine reiche, handlungsorientierte Tradition, die darauf abzielt, die Menschheit mit verschiedenen Mitteln, von der Technologie bis zur Spiritualität, in einer kosmischen Mission der aktiven Evolution und Transformation zu vereinen. Skrjabins einzigartiger Beitrag zum russischen Kosmismus war „die zentrale Rolle der Musik in seiner Philosophie“, da er an die transformative Kraft der Musik glaubte, um kosmische Ziele zu erreichen. Dies steht im Gegensatz zu anderen Kosmisten, die sich mehr auf religiöse, wissenschaftliche oder technische Mittel konzentrierten. Skrjabins Philosophie integriert Musik und Spiritualität und betrachtet sie als miteinander verbundene Wege zur mystischen Vereinigung.
Skrjabins Werke spiegeln zentrale kosmistische Themen wider: die Bedeutung der Kunst, des Kosmos, des Monismus, der Bestimmung und einer gemeinsamen Aufgabe für die Menschheit. Seine Musik, die Themen wie Flug und Weltraumforschung verkörpert, steht im Einklang mit dem kosmistischen Glauben an die kosmische Bestimmung der Menschheit. Seine philosophischen Ideen, insbesondere seine Erklärungen, Gott zu sein, und seine Vorstellungen von Einheit und Vielheit, sollten im mystischen Kontext des frühen russischen Kosmismus verstanden werden, wie er bei Denkern wie Fjodorow und Solowjow zu finden ist, die die Einheit zwischen Mensch, Gott und Natur betonten.

### Mysterium
Abgesehen von Skrjabins vollendeten Werken (z. B. Le Poème de l’Extase, Prométhée. Le Poème du feu, Vers la flamme), in denen seine philosophischen Ideen zum Ausdruck kommen, stellt sein unvollendetes Werk Mysterium vielleicht den Höhepunkt seiner mystisch-philosophischen Weltanschauung dar. Skrjabin „kam zu der Überzeugung, dass er eine Mission hatte, die Menschheit durch die Kunst zu regenerieren. Dieses Ziel sollte durch ein Werk erreicht werden, das er als Mysterium bezeichnete, das sieben Tage dauern, alle Ausdrucksmittel und die gesamte Menschheit einbeziehen und die Welt verändern sollte“. Die Ideen der Einheit, der Transzendenz, der Synthese der Künste und der Verwandlung durchdringen das Mysterium durch und durch.

## Musik und Einflüsse

### Neuerungen

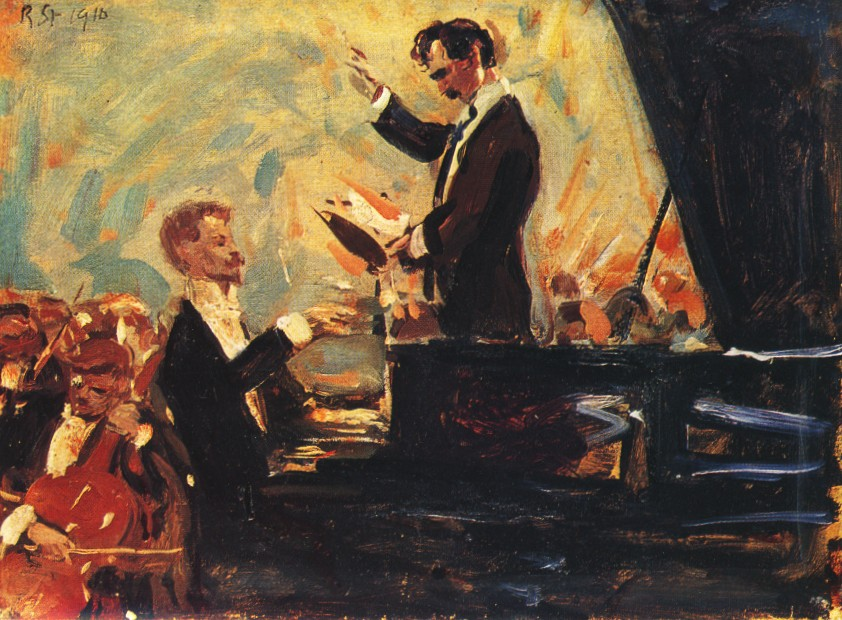
Robert Sterl: Klavierkonzert mit Alexander Skrjabin unter der Leitung von Sergej Kussewitzky (1910)

Skrjabin wird als außergewöhnlich guter Pianist angesehen, der als Erwachsener jedoch ausschließlich seine eigenen Werke in der Öffentlichkeit spielte. Ferner komponierte er Musik nur für „sein“ Instrument, das Klavier, und sinfonische Musik.
In frühen Jahren war seine Musik noch sehr an der Frédéric Chopins und Franz Liszts orientiert, später lernte er die Musik Richard Wagners kennen, entwickelte seine Tonsprache aber schon bald über die Chromatik von Wagners Tristan und Isolde hinaus. Er folgte einem harmonischen System, das nicht mehr auf dur-moll-tonalen Bindungen fußt, sondern auf der Verwendung eines auf Quartschichtungen basierenden Akkordes, des so genannten „mystischen Akkords“ oder auch „Prometheus-Akkords“ (letztere Benennung nach dem Orchesterwerk Promethée. Le Poème du feu, op. 60). Die Musikwissenschaftlerin Zofia Lissa hat Skrjabins sogenannte Klangzentrumstechnik – eine atonale Kompositionstechnik – als Vorform der Zwölftontechnik beschrieben.
Des Weiteren hat er die Klaviersonate weiterentwickelt, indem er sie zur Einsätzigkeit führte. Diese Entwicklung kann man an seinen Sonaten gut nachvollziehen. Die vier Sätze der 1. Sonate sind schon eng miteinander verschränkt sowie auf den letzten ausgerichtet; ab der 5. Sonate wird die Einsätzigkeit zur Regel. Gleiches Prinzip der Verlagerung zur Einsätzigkeit gilt auch für seine Orchesterwerke.

### Theosophie
Aufgrund der Erkrankung seiner rechten Hand (Überbeanspruchung) 1891 und eines Rückfalls 1893, der fast zu einem Nervenzusammenbruch geführt hatte, bildeten sich bei Skrjabin erste Zweifel an Gott und der Religion. Wenige Jahre später lehnte er den orthodoxen Glauben vollkommen ab. 1903 begann er vermehrt philosophische Werke und griechische Mythen zu lesen sowie enge Verbindungen zu theosophischen Kreisen zu pflegen (Skrjabin war Mitglied der Theosophischen Gesellschaft Adyar in Belgien, die unter der Leitung von Jean Delville stand.)

### Der Synästhet Skrjabin
Die Musik genügte dem späteren Skrjabin als Ausdruck seiner philosophischen Ideen nicht mehr. Er war Farb-Synästhet, d. h. musikalische Klänge waren für ihn mit spezifischen Farbwahrnehmungen verknüpft (siehe auch untenstehende Abbildung). Skrjabin berichtete dem englischen Psychiater Charles S. Myers über seine Farbeindrücke beim Erklingen von Musik, die er unter anderem mit denjenigen von Nikolai Rimski-Korsakow verglich und viele Ähnlichkeiten feststellte. Gemäß Myers bezog sich Skrjabins „Farbenhören“ nicht auf Einzeltöne, sondern auf Tonarten.
Die Partitur seines letzten vollendeten Orchesterwerkes Prométhée. Le Poème du feu sieht eine separate Stimme für ein speziell zu konstruierendes Farbenklavier vor. Zu seinen Lebzeiten waren die vorgesehenen Farbeffekte nur unvollkommen realisierbar. So konstruierte der Moskauer Chemiker Alexander Moser ein Lichtklavier, das vermutlich bei privaten Voraufführungen einer Klavierfassung des Promethée. Le Poème du feu in der Wohnung Skrjabins zum Einsatz kam. Von diesem Gerät ist ein Modell im Moskauer Skrjabin-Museum überliefert. Erst die moderne Lichttechnik der zweiten Hälfte des 20. Jahrhunderts erlaubte in einzelnen Aufführungen deren adäquate Umsetzung.

### Das „Mysterium“
Zum Ende seines Lebens beschäftigte ihn mehr und mehr die Idee eines multimedialen „Mysteriums“. Dieses sollte alle Sinne ansprechen als Symphonie aus Wort, Ton, Farbe, Duft, Berührungen, Tanz und bewegter Architektur. Dieses Gesamtkunstwerk, das eine Synthese sämtlicher Künste darstellen sollte und ungesehenen Ausmaßes war, wollte er in Indien (Indien war für Skrjabin das Land der Magie und Mystik) unter einer Halbkugel mit 2.000 Mitwirkenden so lange immer wieder aufführen, bis die gesamte Menschheit das sogenannte Mysterium erlebt hätte und in kollektive Ekstase versetzt worden wäre. Dies, so glaubte Skrjabin, hätte die Menschheit auf eine höhere Bewusstseinsstufe gehoben, mit ihm selbst als der messianischen Figur in ihrer Mitte. Skrjabin empfand sich selbst als eine Art Messias: Seine Geburt an Weihnachten nahm er als Zeichen der Auserwähltheit wahr. Auch sein früher Tod am Dienstag der Osterwoche wurde von vielen symbolisch verstanden. Sein Schaffen wurde ebenfalls als Prophezeiung eines drohenden Weltkataklysmus wahrgenommen, den er mit Ausbruch des Ersten Weltkrieges noch miterlebte. Eine Blutvergiftung wegen eines Abszesses auf der Oberlippe bereitete 1915 den Mysterium-Plänen jedoch ein jähes Ende. Er konnte lediglich den Text und einige musikalische Bruchstücke vor seinem Tod entwerfen (später unternahm Alexander Nemtin aus Skizzen Skrjabins eine Rekonstruktion der Vorbereitenden Handlung zum Mysterium).
Insgesamt zeigt Skrjabins Spätwerk eine stilistische Entwicklung auf, die – trotz seines kurzen Lebens – eine Einreihung Skrjabins in die wichtigen Neuerer der Musik der ersten Dekaden des 20. Jahrhunderts rechtfertigt.

## Sonstiges
Nach einer zuweilen auftauchenden Angabe soll Molotow, dessen Geburtsname Skrjabin lautete, ein Neffe Alexander Skrjabins gewesen sein. Dies gilt als widerlegt. Ein tatsächlicher Neffe Skrjabins war jedoch Anthony Bloom, denn dessen Mutter Xenia war eine Halbschwester Alexander Skrjabins.
Der von Mursin entwickelte ANS-Synthesizer ist nach Skrjabin benannt.

## Werke
- 3 Sinfonien
  - Sinfonie Nr. 1 in E-Dur, op. 26
  - Sinfonie Nr. 2 in c-Moll, op. 29
  - Sinfonie Nr. 3 in c-Moll, op. 43
- 3 Sinfonische Dichtungen
  - Rêverie op. 24 (1898)
  - Le Poème de l’Extase op. 54

Klaviatur mit Ton-Farbe-Zuordnung nach Skrjabin

Die Tonarten und Farben nach dem Quintenzirkel angeordnet

  - Prométhée. Le Poème du feu op. 60, die im Hinblick auf das geplante Mysterium ein sogenanntes Farbenklavier verlangt, mit dem der gesamte Konzertsaal ausgeleuchtet werden sollte. Dieses Instrument wird in der Partitur „Luce“ (ital.: Licht) genannt und ist zweistimmig notiert.
- Klavierkonzert fis-Moll op. 20 (1896/97)
- Neben 2 frühen Sonaten 10 mit Opuszahlen versehene Klaviersonaten, die zu den wichtigsten Beiträgen ihrer Gattung zählen. Die Sonaten 5–10 sind einsätzig (ab Nr. 6 in neuem harmonischem System)
  - Sonate Nr. 1 f-Moll op. 6 (1892)
  - Sonate Nr. 2 gis-Moll op. 19 („Sonate fantaisie“) (1892–97)
  - Sonate Nr. 3 fis-Moll op. 23 (1897/98)
  - Sonate Nr. 4 Fis-Dur op. 30 (1903)
  - Sonate Nr. 5 Fis-Dur op. 53 (1907)
  - Sonate Nr. 6 op. 62 (1911)
  - Sonate Nr. 7 op. 64 („Weiße Messe“) (1911)
  - Sonate Nr. 8 op. 66 (1912/13)
  - Sonate Nr. 9 op. 68 („Schwarze Messe“) (1911–13)
  - Sonate Nr. 10 op. 70 (1912/13)
- weitere Klavierwerke, meist in Miniaturform und in Zyklen zusammengefasst
  - Mehrere Serien von Préludes, darunter 24 Préludes op. 11 (in starker Anlehnung an Chopin)
  - Poèmes (von Skrjabin entwickelte Gattung), darunter:
    - 2 Poèmes op. 32 (Nr. 1 in Fis-Dur, Nr. 2 in D-Dur) (1903)
    - Vers la flamme, Poème op. 72 (1914)

  - 24 Etüden

## Hörbeispiele
Im Januar 1910 nahm Skrjabin 9 eigene Werke für Welte-Mignon auf:
- Prélude Op. 11, No. 1 *anhörenⓘ/?
- Prélude Op. 11, No. 2 *anhörenⓘ/?
- Mazurka Op. 40, No. 2 *anhörenⓘ/?
- Etüde dis-Moll, op. 8, Nr. 12

## Einspielungen der Klaviersonaten (Pianisten)
- 1970 Ruth Laredo, 2 CDs Nonesuch (+ op. 2/1, 42, 57/1/2 und 72)
- 1971 Michael Ponti (als Teil einer GA der Klavierwerke auf 5 CDs bei VoxBox)
- 1971 John Ogdon, 2 CDs EMI (+ op. 2/1, 48, 57, 58, 63, 67, 72 und 74)
- 1971 Igor Shukow, LP; 2 CDs Melodiya 2010
- 1971 Roberto Szidon, 2 CDs DG
- 1972–82 Vladimir Ashkenazy, 2 CDs Decca
- 1994–1997 Bernd Glemser, 2 CDs Naxos
- 1996 Håkon Austbø, 2 CDs Brilliant Classics
- 1989 Boris Berman, 2 CDs Music & Arts
- 1988–90 Robert Taub, 2 CDs harmonia mundi
- 1990 Burkard Schliessmann, 1 CD Bayer 100 161 (opp. 23, 68; + opp. 2/1, 8/12, 11, 16, 27, 37, 44/2, 51/2, 51/4, 73, 74)
- 1995 Marc-André Hamelin, 2 CDs hyperion (+ op. 28 und op. posth.)
- 1998 Evgeni Mikhailov, 2 CDs MEL CD 10 00638 © 1998 Scriabin State Memorial Museum
- 2000 Igor Shukow, 3 CDs Telos (+ op. 28)
- 2006 Michail Voskresensky, 2 CDs Classical Records
- 1997–2009 Yakov Kasman, 2 CDs Calliope
- 2004–07 Maria Lettberg (als Teil einer GA der Klavierwerke auf 8 CDs bei capriccio)
- 2008? Vladimir Stoupel, 3 CDs audite
- 2008 Dmitri Alexeev, 2 CDs Brilliant Classics (2012)
- 2010 Anatol Ugorski, CAvi-musik
- 2010–16 Pervez Mody, Thorofon als Teil einer noch in Arbeit stehender GA aller Klavierwerke (Sonaten Nr. 1 Op. 6 / Nr. 2 Op. 19 / Nr. 3 Op. 23 / Nr. 4 Op. 30 / Nr. 5 op. 53 / Nr. 7 Op. 64 / Nr. 9 Op. 68 / Nr. 10 Op. 70)
- 2014 Anna Malikova, Acousence, 2 CDs, alternativ als Studio-Master FLAC 96/24
- 2015 Vitaly Margulis CD-ROM, Cascade Medienproduktions und  -vertriebs GmbH
- 2019 Vicenzo Maltempo, Complete Piano Sonatas, 2 CDs, Piano Classics PCL-10168, EAN/GTIN 5-029365-101684
- 2020 Nuccio Trotta, 10 Piano Sonatas, 2 CDs, Label Dynamic